# Madman Across the Water
Madman Across the Water är ett musikalbum av Elton John släppt i november 1971. Mestadelen av albumet spelades in i augusti 1971 i London. Titelspåret var först tänkt att ingå på den föregående skivan Tumbleweed Connection. Albumet är kanske ett av de mest progressiva album Elton John släppt. Det blev ett kommersiellt fiasko i Storbritannien, men sålde bättre i USA. Balladen "Levon" som handlade om en känslokall affärsman släpptes som singel och nådde #24 på Billboards singellista. Även albumets inledande låt "Tiny Dancer" gavs ut som singel i USA där den stannade på plats 41. Med åren har låten trots den mediokra listplaceringen kommit att bli en av Johns mer välkända.
Musikkritikern Jon Landau tolkade albumet som en metafor för "Elton John på besök i Amerika".

## Låtlista
Alla låtar är skrivna av Elton John och Bernie Taupin.
1. "Tiny Dancer"
2. "Levon"
3. "Razor Face"
4. "Madman Across the Water"
5. "Indian Sunset"
6. "Holiday Inn"
7. "Rotten Peaches"
8. "All the Nasties"
9. "Goodbye"

## Listplaceringar
| Lista (1971-1972) | Position             |
| ----------------- | -------------------- |
| Australien        | 8 (Go Set)           |
| Japan             | 13 (Oricon)          |
| Kanada            | 9 (RPM)              |
| Storbritannien    | 41 (UK Albums Chart) |
| Sverige           | 14 (Kvällstoppen)    |
| USA               | 8 (Billboard 200)    |